# Häckspirea
Häckspirea (Spiraea salicifolia) är en art i familjen rosväxter som kommer från centrala och östra Europa till östra Asien. Arten är en vanlig trädgårdsväxt i Sverige.
Den bildar en 1 - 1,5 m hög lövfällande buske med kala kvistar och enkla blad med sågad kant. Bladen blir 4 - 7 cm långa och sitter strödda på kvistarna. Blommorna är ljusrosa till vita och sitter tätt i något koniska klasar. Den sprider sig ofta med rotskott. 
Eftersom häckspirean är en främmande art i Sverige så kan den bli en invasiv art. Om man vill göra sig av med en häckspirea ska man antingen gräva upp plantorna och bränna dem eller röja flera gånger med röjsåg så att plantorna dör. Man ska inte gräva upp dem och lägga dem på en kompost eller slänga ut dem i naturen då de kan börja sprida sig okontrollerat.